# بولي (بي-فينيلين)

بنية وحدة متكررة من الPPP

البولي (بي-فينيلين)  (PPP) أحد البوليمرات الموصلة، وينتمي لمجموعة بوليمرات القضيب الصلب.

## وصلات خارجية
- بوليمرات القضيب الصلب